# Байедилов, Талгат Ескендерович
Талгат Ескендерович Байедилов (каз. Талғат Ескендірұлы Байедилов; род. 1972, село Жалагаш) — казахстанский государственный служащий. Действующий аким Енбекшиказахского района (с 28 марта 2024 года).

## Биография
Учился в Алматинском кинотехникуме (1989—1992) по специальности «видеоинженер», затем работал в Тогузбулакском колхозе Кегенского района (1992—1994). Поступил в Казахскую академию государственного управления и окончил её в 1998 году по специальности «бухгалтерский учет и аудит». Работал бухгалтером в финансово-экономическом центре «Алматы», экономистом в отделе налогового учёта и контроля РГП «Казахстанские железные дороги», инспектором в Товариществе с ограниченной ответственностью «ICS». В 2006—2008 гг. начальник Илийского районного узла почтовой связи АО «Казпочта» Алматинской области.
В 2008—2010 гг. аким Карабулакского сельского округа Райымбекского района Актюбинской области, затем в районной администрации того же района: руководитель аппарата акима (2010—2011), заместитель акима (2011—2018). В 2018—2023 гг. аким Кегенского района. С марта 2023 по март 2024 гг. председатель Маслихата Алматинской области. В марте 2024 года занял должность акима Енбекшиказахского района Алматинской области.